# Johann Martin Jäger (Orgelbauer)

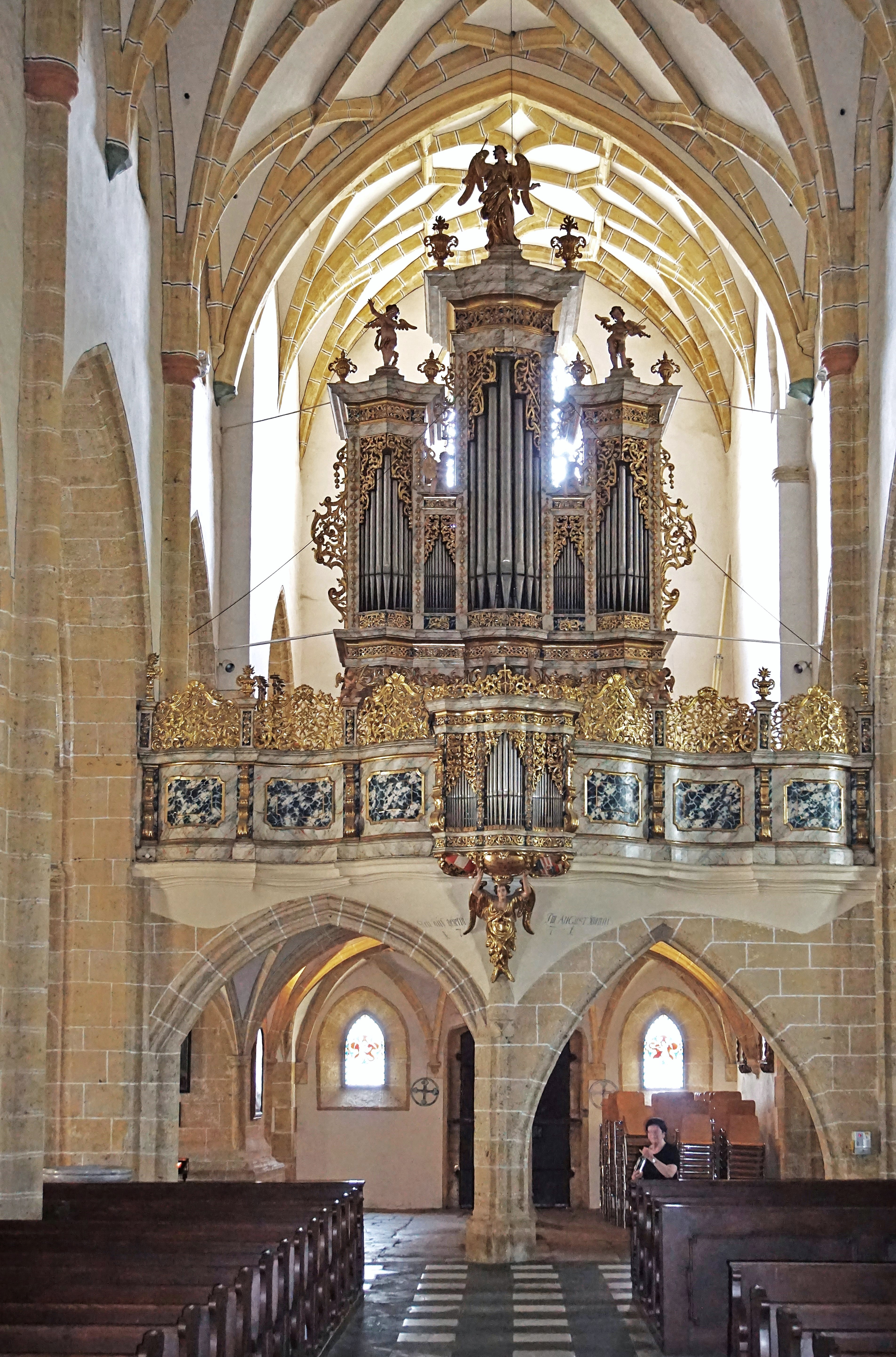
Orgel der Marienkirche (Maria Saal) in Kärnten

Johann Martin Jäger (* ?; † ?) war ein österreichischer Orgelbauer.

## Leben
Über Johann Martin Jägers Tätigkeit als Orgelbauer ist sehr wenig bekannt. Er scheint 1732 zum ersten Mal bei einer Reparatur eines Positivs in der Klagenfurter Spitalskircheauf. Die Orgel in der Marienkirche (Maria Saal) zählt zu den bedeutendsten von ihm gebauten Instrumenten. Zuletzt scheint er 1744 bei der Reparatur einer Orgel von Bruneck auf. 1750 verkaufte seine Witwe das von ihrem Vater geerbte Haus in Klagenfurt.

## Werkliste
| Jahr | Ort        | Gebäude                 | Bild | Manuale | Register | Bemerkungen                           |
| ---- | ---------- | ----------------------- | ---- | ------- | -------- | ------------------------------------- |
| 1735 | Pusarnitz  | Pfarrkirche Pusarnitz   |      | I/P     | 8        | in St. Wolfgang bei Seeboden erhalten |
| 1737 | Maria Saal | Marienkirche            |      | II/P    | 17       | [ 1 ]                                 |
| 1741 | Guttaring  | Maria Hilf ob Guttaring |      | I/P     | 8        | [ 2 ]                                 |
| 1743 | Aufkirchen | Wallfahrtskirche        |      | I/P     | 7        |                                       |